# 南カマリネス州

カマリネス・スル州

南カマリネス州（みなみカマリネスしゅう、Province of Camarines Sur）は、フィリピン北部ルソン島のビコル地方（Bicol Region, Region V）に属する州である。

## 概要
南にアルバイ州、北にカマリネス・ノルテ州、カラバルソン地方のケソン州と接し、東部のカラモアン半島先、マケダ海峡を挟みカタンドゥアネス州と隣接している。イサログ山とイリガ山を擁す。南部の州境にはブイ湖とバト湖の2つの湖があるほか、イリガ山近郊にバアオ湖がある。面積は5,266.8km2、人口は1,952,544人（2015年）、州都は当初ナガ（Naga）であったが、地方自治体の1つピリ（Pili）に移転した。